# 兰沙伊德 (石勒苏益格-荷尔斯泰因州)
兰沙伊德是德国石勒苏益格－荷尔斯泰因州的一个市镇。总面积7.44平方公里，总人口224人，其中男性118人，女性106人（2011年12月31日），人口密度30人/平方公里。